# Riksväg 46
Der Riksväg 46 ist eine schwedische Fernverkehrsstraße in Västra Götalands län.

## Verlauf
Die Straße führt von Ulricehamn, wo sie vom Riksväg 40 nach Norden abzweigt, über Falköping, wo der Riksväg 47 gekreuzt wird und der Länsväg 184 nach Skara abzweigt, über Stenstorp zur Einmündung in den Riksväg 26 rund 11 km südlich von Skövde.
Die Länge der Straße beträgt rund 69 km.

## Geschichte
Die Straße trägt ihre derzeitige Nummer seit dem Jahr 1962.